# 14542 Каритська
14542 Каритська (14542 Karitskaya) — астероїд головного поясу, відкритий 29 вересня 1997 року.
Тіссеранів параметр щодо Юпітера — 3,198.